# Malur amable
Malurus amabilis és una espècie d'ocell de la família Maluridae, endèmica d'Austràlia.
Els hàbitats naturals d'aquests petits ocells són els boscos humits i secs tropicals i subtropicals.